# LGV Sud-Est
LN 1, Ligne Nouvelle 1 (Nowa Linia nr. 1), także LGV Sud-Est lub LGV Paris-Sud-Est – francuska linia kolejowa dużych prędkości (LGV), łącząca Paryż i Lyon. Jest to pierwsza linia tego typu we Francji. Oddawano ją do użytku w dwóch etapach, pierwszy odcinek otwarto w 1981 r., po drugim pociągi TGV pojechały dwa lata później. Całkowita długość LGV Sud-est wynosi 409 km. Kontynuacją linii na południe kraju jest LGV Rhône-Alpes.
Otwarcie linii zapoczątkowało epokę szybkiej kolei we Francji i w Europie. 

## Statystyki
- Materiały budowlane: 48,1 mln m³,
- Długość torów głównych: 778 km,
- Całkowita masa szyn: 102 000 ton,
- Podkłady: 1,4 mln sztuk (1666 na kilometr),
- Podsypka: 3,3 mln ton,
- Urządzenia sterowania ruchem: 116 sztuk,
- Ogrodzenia: 850 km,
- Kanały przewodów sieci sygnalizacji: 850 km,
- Obiekty inżynierskie: 797,
  - w tym wielkogabarytowe: 780,
- Podstacje zasilające: 8,
- Słupy trakcyjne: 15 900 sztuk,
- Przewód jezdny: 1 000 km.